# Tim Hardin
(Bob Dylan)
Tim Hardin (Eugene, Oregon, 23 dicembre 1941 – Los Angeles, 29 dicembre 1980) è stato un cantautore statunitense.
Musicista dotato di grande talento canoro e compositivo, non riuscì a conseguire il successo che avrebbe meritato, anche a causa della sua dipendenza dall'eroina. Fra le sue canzoni più celebri: If I Were a Carpenter, Reason to Believe, Hang On To A Dream e 'Lady Came from Baltimore, brani che sono stati reinterpretati da artisti come Bob Dylan, Johnny Cash, Bobby Darin, Joan Baez, Robert Plant, Paul Weller, Rod Stewart, Mark Lanegan e molti altri.
Il suo stile univa al folk elementi blues, jazz e psichedelici. Molti suoi dischi sono stati a lungo irreperibili, solo in anni recenti la sua opera è stata rivalutata e i suoi dischi ristampati.
Per molti aspetti la sua vita privata e artistica può essere paragonata a quella di un altro musicista di culto: Tim Buckley.

## Biografia
Nato in Oregon, finita la scuola si arruola nei marines nel 1959, viene inviato in Vietnam. Dopo il congedo si trasferisce a New York dove si iscrive all'Accademia di Arti Drammatiche che frequenta per un breve periodo. Inizia in questo periodo a cantare per le strade, si inserisce così nell'ambiente del Greenwich Village. Si trasferisce a Boston dove viene notato da Erik Jacobsen che gli procura un contratto con la Columbia.
Ritorna a New York, registra alcuni brani che non vengono però pubblicati, il contratto viene scisso. L'anno seguente, dopo una breve parentesi a Los Angeles dove conosce Susan Morss, firma per la Verve con la quale pubblica il primo album: Tim Hardin I nel 1966 contenente Reason To Believe e Misty Roses. Nel 1967 esce il secondo album, Tim Hardin II, con la sua più famosa ballata If I Were a Carpenter, entrata nella versione di Bobby Darin nella Top 10 dei singoli più venduti. Partecipa al festival di Woodstock. Dopo un live, Tim Hardin 3 Live in Concert, e un altro disco (Tim Hardin 4), firma per la Columbia con la quale pubblica altri tre album.
Negli anni 70 la dipendenza dall'eroina (che, a quanto pare, aveva iniziato a usare negli anni della permanenza nei marines) prende il controllo della sua vita. Il suo ultimo disco del 1973, Nine sarà pubblicato solo negli Stati Uniti solo nel 1976. Tim Hardin morì per overdose nel 1980 ed è stato sepolto al Twin Oaks Cemetery di Turner in Oregon.

## Discografia
- Tim Hardin 1 - 1966
- This is tim hardin- 1967
- Tim Hardin 3 Live in Concert - 1968
- Tim Hardin 4 - 1969
- Suite for Susan Moore and Damion: We Are One, One, All in One - 1969
- Bird on a Wire - 1971
- Painted Head - 1972
- Nine - 1973
- The Homecoming Concert (Live) - 1973